# Петриковський ґебіт
Пе́триковський ґебі́т (нім. Kreisgebiet Petrikow «Петриковська округа») — адміністративно-територіальна одиниця генеральної округи Житомир райхскомісаріату Україна з центром у Петрикові. 

## Історія
У період із 28 червня по 3 вересня 1941 німецькі війська оволоділи територією Поліської області БРСР. Нацистське керівництво постановило приєднати власне поліську (південну) частину Поліської області до райхскомісаріату Україна.
20 жовтня 1941 опівдні на території Житковицького і Петриковського районів Поліської області було утворено Петриковську округу (нім. Kreisgebiet Petrikow) з центром у Петрикові. Одночасно з 20 жовтня 1941 по 31 березня 1943 на території Лельчицького і Турівського районів Поліської області існувала Лельчицька округа (нім. Kreisgebiet Leltschizi) з центром у Лельчицях.
У Лельчицях виходила білоруська газета «Новае жыццё».
1 квітня 1943 тодішні Петриковський і Лельчицький ґебіти об’єдналися в один новий Петриковський ґебіт.
Станом на 1 вересня 1943, Петриковський ґебіт поділявся на 4 німецькі райони: Житковицький (нім. Rayon Shitkowitschi), Лельчицький (нім. Rayon Leltschizy), Петриковський (нім. Rayon Petrikow) та Турівський (нім. Rayon Turow). Спочатку гебітскомісаром цієї округи був штандартенфюрер СА Ганс Ретке (нім. Hans Röthke), а з жовтня 1943 року — Гердт (нім. Hördt).
30 червня 1944 року адміністративний центр округи відвоювали радянські війська.